# Décès en septembre 1948
Décès
- 1944
- 1945
- 1946
- 1947
- 1948
- 1949
- 1950
- 1951
- 1952

Pour une information complémentaire, voir la page d'aide.

| Date         | Nom            | Pays                   | Activités                         | Âge | Source |
| ------------ | -------------- | ---------------------- | --------------------------------- | --- | ------ |
| 25 septembre | Josef Hofbauer | Drapeau de l'Allemagne | Écrivain et journaliste allemand. | 62  |        |